# Paolo Salvati
Paolo Salvati (født 22. februar 1939 i Rom, død 24. juni 2014 i Rom) var en italiensk maler.
Født i Rom i Esquilino-kvarteret under Anden Verdenskrig. Han læser til landmåler, men modner som selvlært kunstner, fri for akademiske formaliteter. Som ekspressionist maler han fantasiværker med stærk farvepåvirkning og en markant lyrisme. Han udstiller i Italien og Frankrig, og hans vigtigste værker indgår i de tematiske serier ”Albero blu” (Blåt træ) fra 1973, ”Sogni di primavera e d’estate” (Forårs- og sommerdrømme) fra 1974, ”Pietra blu” (Blu klippe) fra 1973, ”Fronde rosse” (Rødt løv) fra 1993 og den sidste produktion, serien ”Unica” fra 2010.
Udnævnt til Ridder og hædret med den italienske republiks fortjenstmedalje (O.M.R.I.) i 2012. Han døde i Rom den 24. juni 2014.

## Billedgalleri
- Paolo Salvati - Piazza Navona, 196
- Paolo Salvati - Albero blu, 1980
- Paolo Salvati - Vaso di fiori, 1986
- Paolo Salvati - Ritratto, 1990
- Paolo Salvati - Subjects figment of the imagination

## Eksterne kilder
- Officiel hjemmeside
- Paolo Salvati, biografi om Artprice.com
- Paolo Salvati, biografi om Mutualart.com
- Paolo Salvati, biografi om Askart.com